# Okres Imst
Okres Imst je okres v rakouské spolkové zemi Tyrolsko. Má rozlohu 1724,82 km² a žije zde 57 322 obyvatel (k 1. 1. 2011). Sídlem okresu je město Imst. Okres se dále člení na 24 obcí (z toho jedno město).

## Města a obce

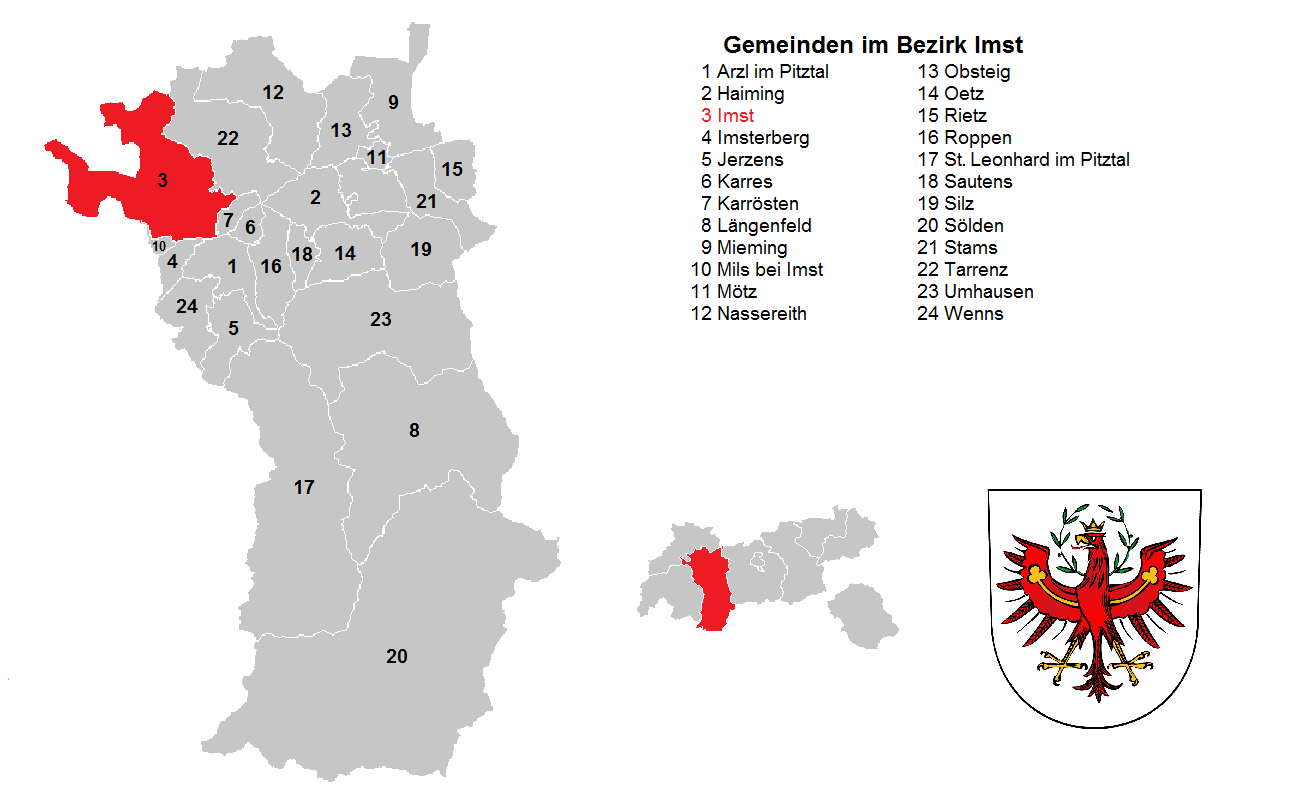
Obce v okrese Imst

| Město: - Imst Obce: - Arzl im Pitztal - Haiming - Imsterberg - Jerzens - Karres - Karrösten - Längenfeld - Mieming - Mils bei Imst - Mötz | - Nassereith - Obsteig - Oetz - Rietz - Roppen - St. Leonhard im Pitztal - Sautens - Silz - Sölden - Stams - Tarrenz - Umhausen - Wenns |